# Dioscorea mexicana
Dioscorea mexicana är en enhjärtbladig växtart som beskrevs av Michael Joseph François Scheidweiler. Dioscorea mexicana ingår i släktet Dioscorea och familjen Dioscoreaceae. Inga underarter finns listade i Catalogue of Life.

## Bildgalleri

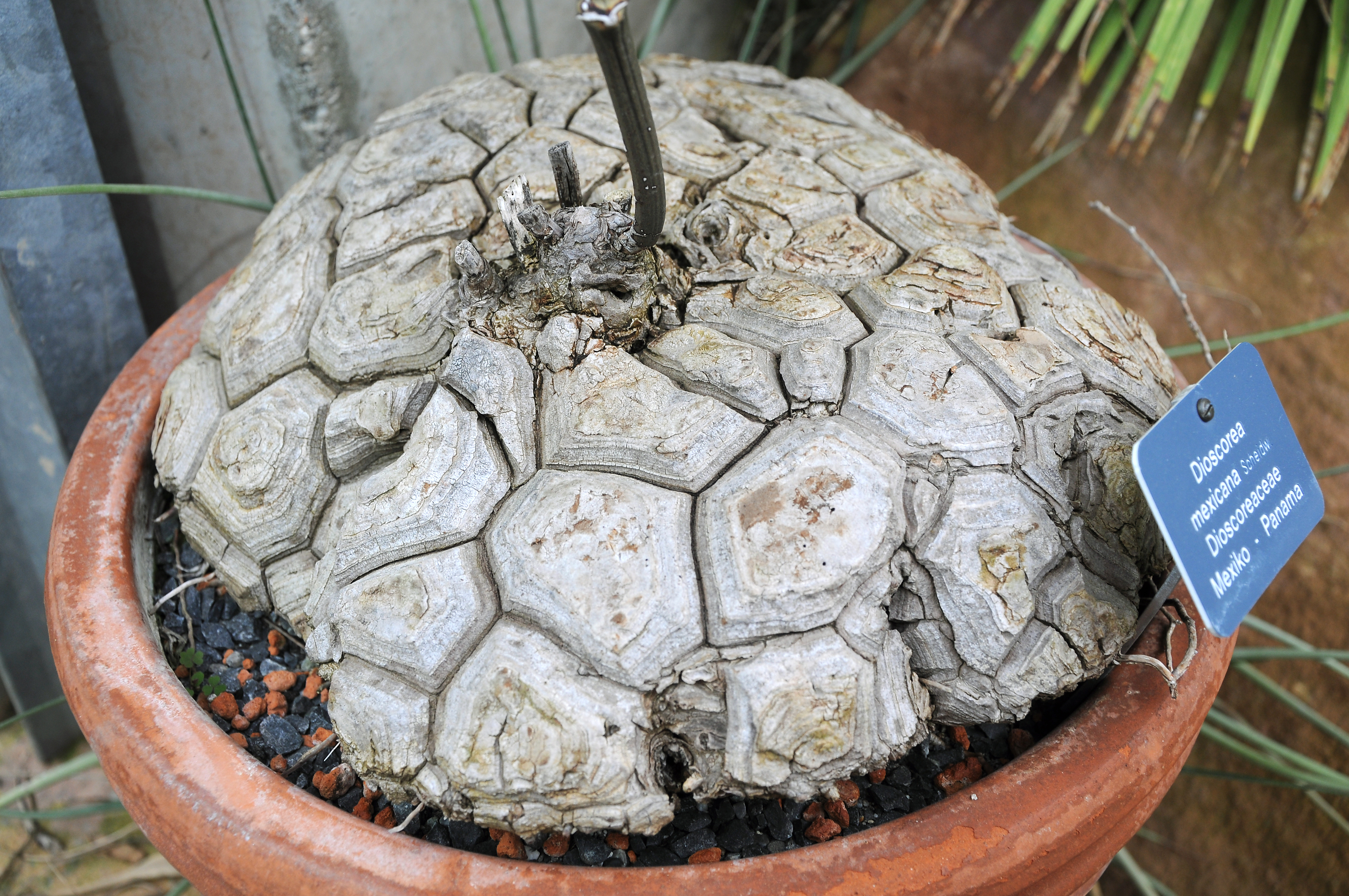
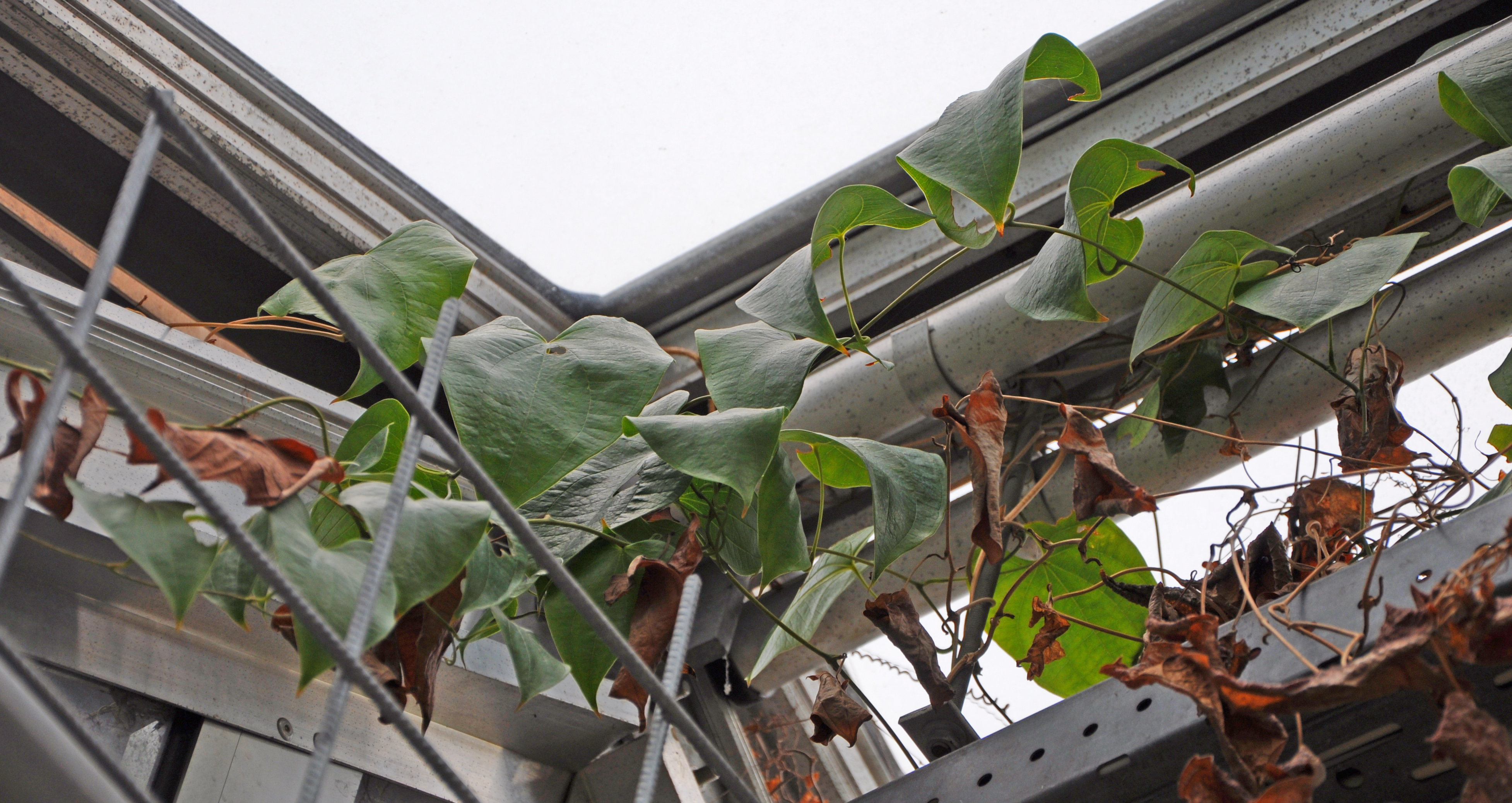
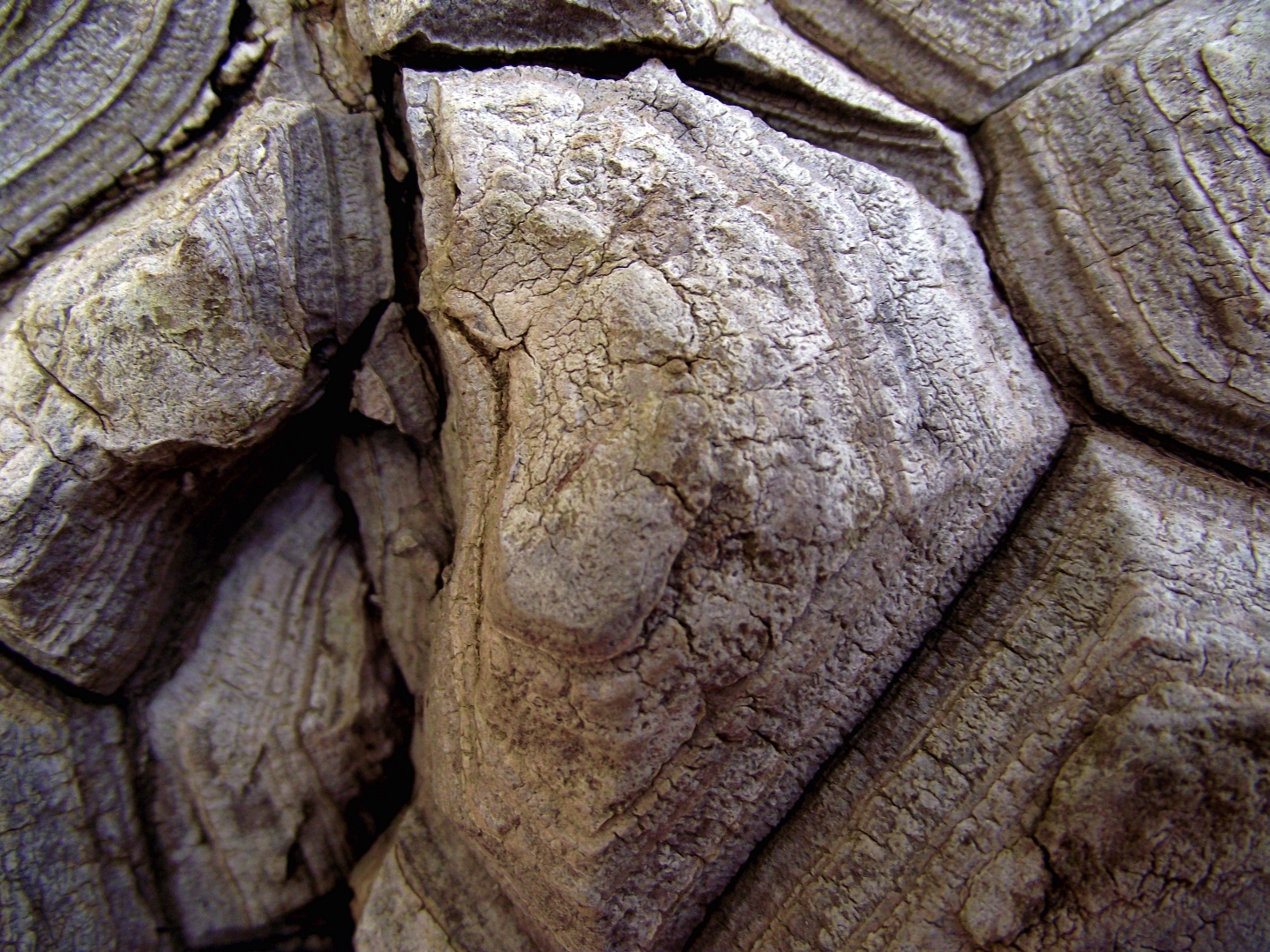
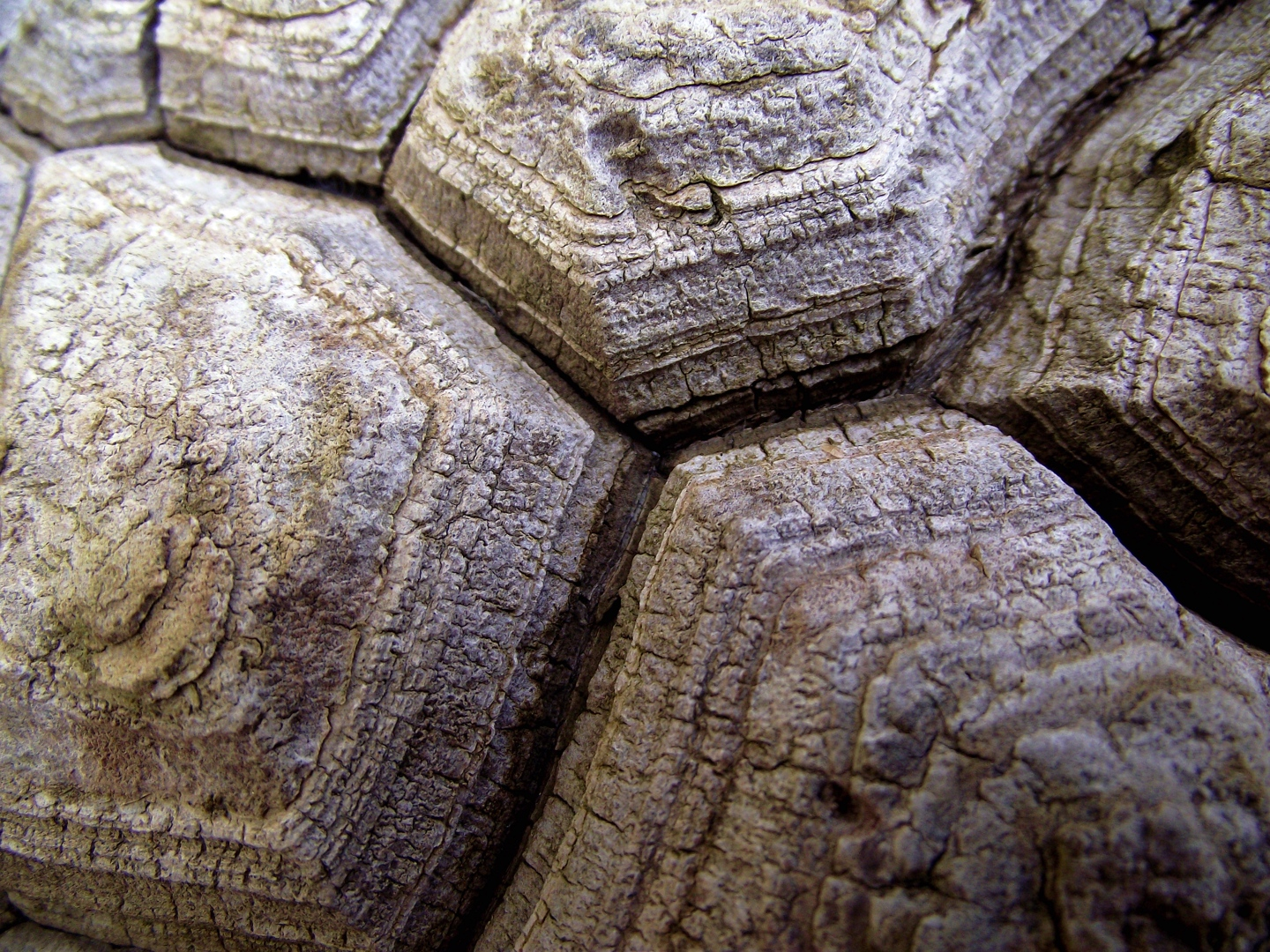
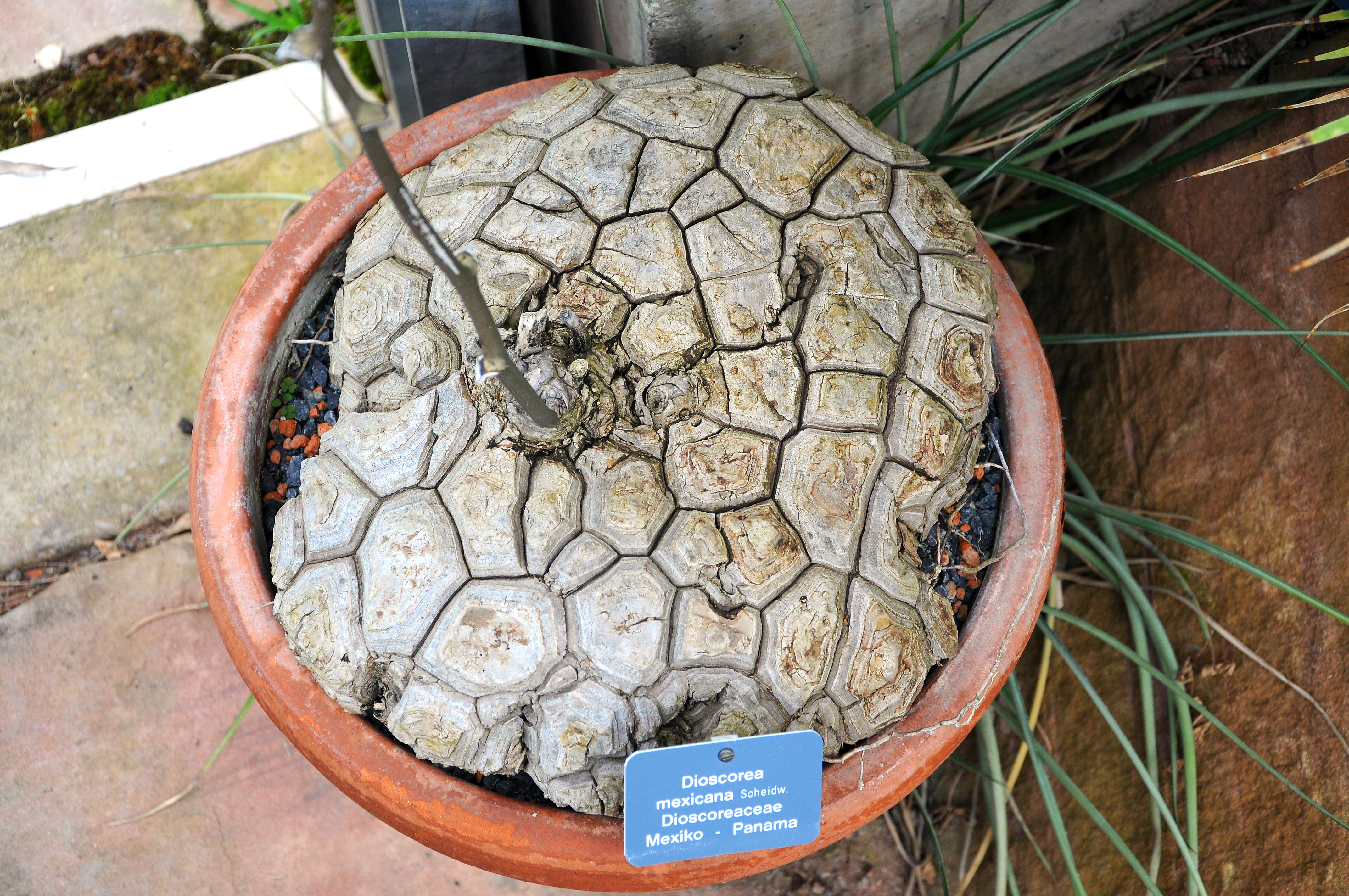
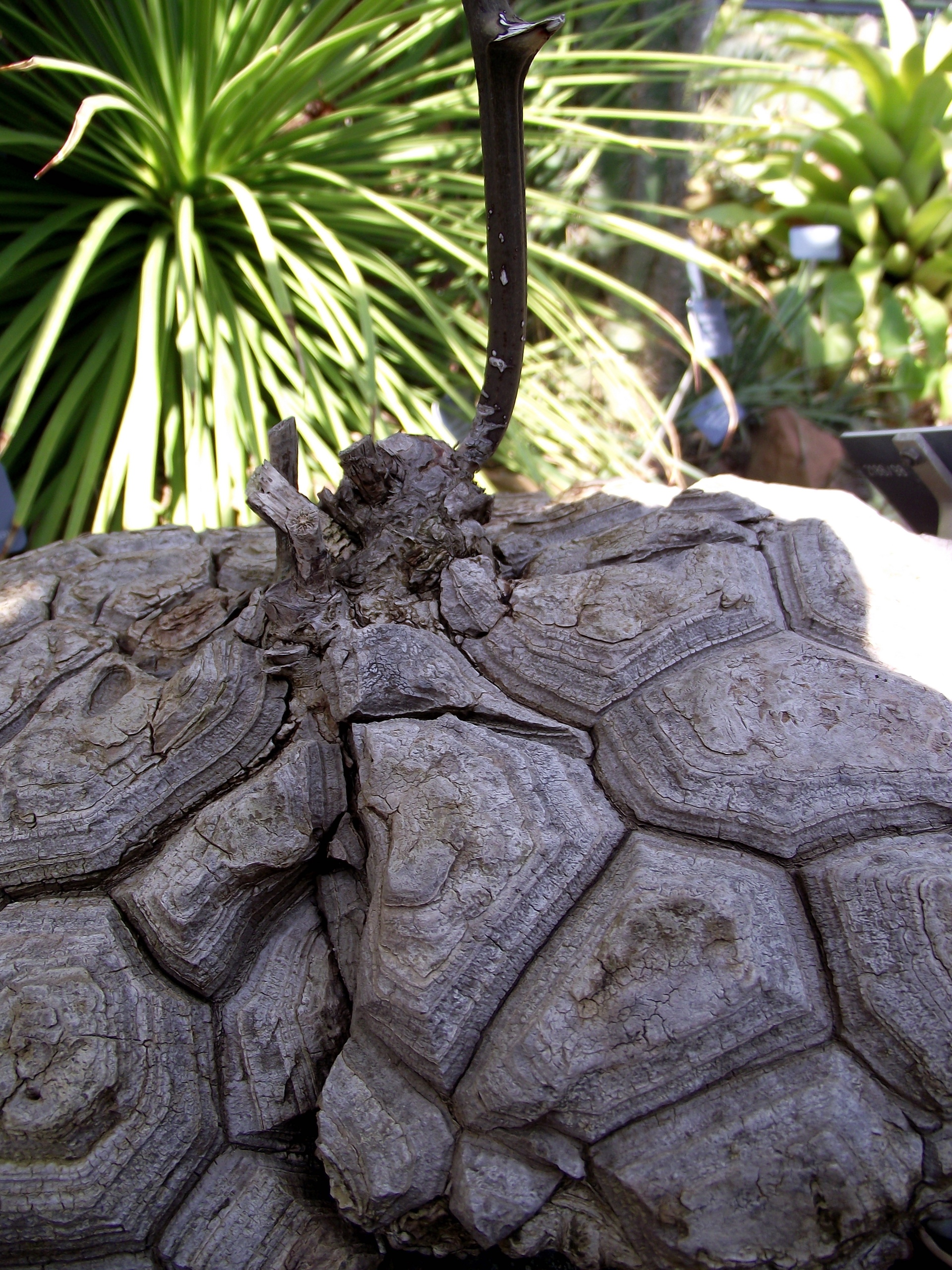